# Philipp Wende
Philipp Wende (* 4. července 1985, Wurzen, Německá demokratická republika) je německý veslař.
Na olympijských hrách 2012 v Londýně a na olympijských hrách 2016 v Riu de Janeiro získal zlatou medaili na párové čtyřce. Je též mistrem světa na párové čtyřce z roku 2015.